# ال پالومار
ال پالومار (به اسپانیایی: El Palomar) شهری در کشور آرژانتین، استان بوئنوس آیرس است که در سال ۲۰۰۹ میلادی، حدود ۷۴٬۷۵۷ نفر جمعیت داشته است.